# Élections départementales de 2015 en Lot-et-Garonne
Les élections départementales ont lieu les 22 et 29 mars 2015.

## Contexte départemental

### Assemblée départementale sortante
Avant les élections, le conseil général de Lot-et-Garonne est présidé par Pierre Camani (PS). Il comprend 40 conseillers généraux issus des 40 cantons de Lot-et-Garonne. Après le redécoupage cantonal de 2014, ce sont 42 conseillers départementaux qui seront élus au sein des 21 nouveaux cantons de Lot-et-Garonne.
| Parti                                | Sigle | Sigle | Élus |
| ------------------------------------ | ----- | ----- | ---- |
| Majorité (25 sièges)                 |       |       |      |
| Parti socialiste                     |       | PS    | 20   |
| Divers gauche                        |       | DVG   | 3    |
| Parti communiste français            |       | PCF   | 1    |
| Parti radical de gauche              |       | PRG   | 1    |
| Opposition (15 sièges)               |       |       |      |
| Union pour un mouvement populaire    |       | UMP   | 8    |
| Divers droite                        |       | DVD   | 4    |
| Union des démocrates et indépendants |       | UDI   | 2    |
| Sans étiquette                       |       | SE    | 1    |
| Président du conseil général         |       |       |      |
| Pierre Camani (PS)                   |       |       |      |

### Assemblée départementale élue
| Parti                                | Sigle | Sigle | Élus |
| ------------------------------------ | ----- | ----- | ---- |
| Majorité (26 sièges)                 |       |       |      |
| Parti socialiste                     |       | PS    | 12   |
| Divers gauche                        |       | DVG   | 10   |
| Parti communiste français            |       | PCF   | 2    |
| Parti radical de gauche              |       | PRG   | 1    |
| Front de gauche (France)             |       | FG    | 1    |
| Opposition (16 sièges)               |       |       |      |
| Union pour un mouvement populaire    |       | UMP   | 5    |
| Divers droite                        |       | DVD   | 5    |
| Union des démocrates et indépendants |       | UDI   | 4    |
| Sans étiquette                       |       | SE    | 2    |
| Président du conseil départemental   |       |       |      |
| Pierre Camani (PS)                   |       |       |      |

## Résultats à l'échelle du département

### Résultats par nuances du ministère de l'Intérieur
Les nuances utilisées par le ministère de l'Intérieur ne tiennent pas compte des alliances locales.
| Binômes        | Binômes            | Premier tour | Premier tour | Second tour | Second tour | Sièges |
| Binômes        | Binômes            | Voix         | %            | Voix        | %           | Sièges |
| -------------- | ------------------ | ------------ | ------------ | ----------- | ----------- | ------ |
|                | PS                 | 28 097       | 21,31        | 34 341      | 25,35       | 18     |
|                | DVG                | 14 670       | 11,12        | 12 858      | 9,49        | 8      |
|                | PCF                | 2 849        | 2,16         |             |             |        |
|                | Union de la gauche | 1 980        | 1,50         | 2 579       | 1,90        | 0      |
|                | FG                 | 1 482        | 1,12         |             |             |        |
|                | EÉLV               | 510          | 0,39         |             |             |        |
| Gauche         | Gauche             | 49 588       | 37,60        | 49 778      | 36,74       | 26     |
|                |                    |              |              |             |             |        |
|                | DVD                | 21 207       | 16,08        | 25 510      | 18,83       | 6      |
|                | UMP                | 13 608       | 10,32        | 14 889      | 10,99       | 6      |
|                | Union de la droite | 7 393        | 5,61         | 8 283       | 6,11        | 2      |
| Droite         | Droite             | 42 208       | 32,01        | 48 682      | 35,93       | 14     |
|                |                    |              |              |             |             |        |
|                | FN                 | 35 671       | 27,05        | 33 626      | 24,82       | 0      |
|                | EXD                | 292          | 0,22         |             |             |        |
| Extrême droite | Extrême droite     | 35 963       | 27,27        | 33 626      | 24,82       | 0      |
|                |                    |              |              |             |             |        |
|                | Divers             | 4 114        | 3,12         | 3 379       | 2,49        | 2      |
|                |                    |              |              |             |             |        |
| Inscrits       | Inscrits           | 239 430      | 100,00       | 239 486     | 100,00      |        |
| Abstentions    | Abstentions        | 101 009      | 42,19        | 94 393      | 39,41       |        |
| Votants        | Votants            | 138 421      | 57,81        | 145 093     | 60,59       |        |
| Blancs         | Blancs             | 4 206        | 3,04         | 6 176       | 4,26        |        |
| Nuls           | Nuls               | 2 342        | 1,69         | 3 452       | 2,38        |        |
| Exprimés       | Exprimés           | 131 873      | 95,27        | 135 465     | 93,36       |        |

### Résultats par canton
| Canton                   | Conseiller sortant        | Parti            | Parti       | Conseiller élu            | Parti           | Parti           |
| ------------------------ | ------------------------- | ---------------- | ----------- | ------------------------- | --------------- | --------------- |
| Agen-Centre              | Pierre Chollet            |                  | DVD         | Canton supprimé           | Canton supprimé | Canton supprimé |
| Agen-Nord                | Jean-Michel Drapé*        |                  | DVD         | Canton supprimé           | Canton supprimé | Canton supprimé |
| Agen-Nord-Est            | Catherine Pitous          |                  | PS          | Canton supprimé           | Canton supprimé | Canton supprimé |
| Agen-Ouest               | Jean-Louis Matéos         |                  | PRG         | Canton supprimé           | Canton supprimé | Canton supprimé |
| Agen-Sud-Est             | Christian Dézalos         |                  | PS          | Canton supprimé           | Canton supprimé | Canton supprimé |
| Agen-1                   | Canton créé               | Canton créé      | Canton créé | Nathalie Bricard          |                 | SE              |
| Agen-1                   | Canton créé               | Canton créé      | Canton créé | Christian Delbrel         |                 | SE              |
| Agen-2                   | Canton créé               | Canton créé      | Canton créé | Christian Dézalos         |                 | PS              |
| Agen-2                   | Canton créé               | Canton créé      | Canton créé | Laurence Lamy             |                 | DVG             |
| Agen-3                   | Canton créé               | Canton créé      | Canton créé | Pierre Chollet            |                 | UDI             |
| Agen-3                   | Canton créé               | Canton créé      | Canton créé | Baya Kherkhach            |                 | DVD             |
| Agen-4                   | Canton créé               | Canton créé      | Canton créé | Christophe Bocquet        |                 | UMP             |
| Agen-4                   | Canton créé               | Canton créé      | Canton créé | Clémence Brandolin-Robert |                 | UMP             |
| L'Albret                 | Canton créé               | Canton créé      | Canton créé | Nicolas Lacombe           |                 | PS              |
| L'Albret                 | Canton créé               | Canton créé      | Canton créé | Marylène Paillares        |                 | DVG             |
| Astaffort                | Michel Esteban*           |                  | PS          | Canton supprimé           | Canton supprimé | Canton supprimé |
| Beauville                | Marie-France Salles       |                  | DVG         | Canton supprimé           | Canton supprimé | Canton supprimé |
| Bouglon                  | Raymond Girardi           |                  | PCF         | Canton supprimé           | Canton supprimé | Canton supprimé |
| Cancon                   | Marie-Christine Kidger*   |                  | PS          | Canton supprimé           | Canton supprimé | Canton supprimé |
| Casteljaloux             | Jean-Claude Guénin*       |                  | UMP         | Canton supprimé           | Canton supprimé | Canton supprimé |
| Castelmoron-sur-Lot      | Bernard Genestou*         |                  | UMP         | Canton supprimé           | Canton supprimé | Canton supprimé |
| Castillonnès             | Christian Ferullo*        |                  | PS          | Canton supprimé           | Canton supprimé | Canton supprimé |
| Le Confluent             | Canton créé               | Canton créé      | Canton créé | Laurence Ducos            |                 | DVD             |
| Le Confluent             | Canton créé               | Canton créé      | Canton créé | Alain Merly               |                 | UDI             |
| Les Coteaux de Guyenne   | Canton créé               | Canton créé      | Canton créé | Pierre Camani             |                 | PS              |
| Les Coteaux de Guyenne   | Canton créé               | Canton créé      | Canton créé | Caroline Haure-Trochon    |                 | DVG             |
| Damazan                  | Michel de Lapeyrière      |                  | UMP         | Canton supprimé           | Canton supprimé | Canton supprimé |
| Duras                    | Bernadette Dreux          |                  | UMP         | Canton supprimé           | Canton supprimé | Canton supprimé |
| Les Forêts de Gascogne   | Canton créé               | Canton créé      | Canton créé | Raymond Girardi           |                 | PCF             |
| Les Forêts de Gascogne   | Canton créé               | Canton créé      | Canton créé | Hélène Laulan             |                 | FG              |
| Francescas               | Christian Lussagnet*      |                  | UMP         | Canton supprimé           | Canton supprimé | Canton supprimé |
| Fumel                    | Michèle Lafoz*            |                  | UMP         | Canton supprimé           | Canton supprimé | Canton supprimé |
| Le Fumélois              | Canton créé               | Canton créé      | Canton créé | Daniel Borie              |                 | PS              |
| Le Fumélois              | Canton créé               | Canton créé      | Canton créé | Sophie Gargowitsch        |                 | DVG             |
| Le Haut agenais Périgord | Canton créé               | Canton créé      | Canton créé | Marcel Calmette           |                 | PS              |
| Le Haut agenais Périgord | Canton créé               | Canton créé      | Canton créé | Christine Gonzato-Roques  |                 | PCF             |
| Houeillès                | Francis Da Ros*           |                  | PS          | Canton supprimé           | Canton supprimé | Canton supprimé |
| Laplume                  | Jean Dreuil               |                  | PS          | Canton supprimé           | Canton supprimé | Canton supprimé |
| Laroque-Timbaut          | Georges Denys*            |                  | PS          | Canton supprimé           | Canton supprimé | Canton supprimé |
| Lauzun                   | Pierre Costes             |                  | PS          | Canton supprimé           | Canton supprimé | Canton supprimé |
| Lavardac                 | André Touron*             |                  | UMP         | Michel Masset             |                 | DVG             |
| Lavardac                 | André Touron*             | Valérie Tonin    | UMP         |                           | DVG             |                 |
| Le Livradais             | Canton créé               | Canton créé      | Canton créé | Marie-Serge Béteille      |                 | DVD             |
| Le Livradais             | Canton créé               | Canton créé      | Canton créé | Pierre-Jean Pudal         |                 | UMP             |
| Marmande-Est             | Jacques Bilirit           |                  | PS          | Canton supprimé           | Canton supprimé | Canton supprimé |
| Marmande-Ouest           | Joël Hocquelet            |                  | DVG         | Canton supprimé           | Canton supprimé | Canton supprimé |
| Marmande-1               | Canton créé               | Canton créé      | Canton créé | Joël Hocquelet            |                 | PS              |
| Marmande-1               | Canton créé               | Canton créé      | Canton créé | Émilie Maillou            |                 | DVG             |
| Marmande-2               | Canton créé               | Canton créé      | Canton créé | Jacques Bilirit           |                 | PS              |
| Marmande-2               | Canton créé               | Canton créé      | Canton créé | Sophie Borderie           |                 | PS              |
| Mas-d'Agenais            | Jean-Luc Barbe*           |                  | DVG         | Canton supprimé           | Canton supprimé | Canton supprimé |
| Meilhan-sur-Garonne      | Régine Povéda*            |                  | PS          | Canton supprimé           | Canton supprimé | Canton supprimé |
| Mézin                    | Christian Bataille*       |                  | PS          | Canton supprimé           | Canton supprimé | Canton supprimé |
| Monclar                  | Pierre-Jean Fougeyrollas* |                  | PS          | Canton supprimé           | Canton supprimé | Canton supprimé |
| Monflanquin              | Marcel Calmette           |                  | PS          | Canton supprimé           | Canton supprimé | Canton supprimé |
| Nérac                    | Nicolas Lacombe           |                  | PS          | Canton supprimé           | Canton supprimé | Canton supprimé |
| L'Ouest agenais          | Canton créé               | Canton créé      | Canton créé | Jean Dreuil               |                 | DVG             |
| L'Ouest agenais          | Canton créé               | Canton créé      | Canton créé | Françoise Laurent         |                 | PS              |
| Le Pays de Serres        | Canton créé               | Canton créé      | Canton créé | Bernard Barral            |                 | PS              |
| Le Pays de Serres        | Canton créé               | Canton créé      | Canton créé | Marie-France Salles       |                 | DVG             |
| Penne-d'Agenais          | Jean-Pierre Lorenzon*     |                  | UDI         | Canton supprimé           | Canton supprimé | Canton supprimé |
| Port-Sainte-Marie        | Alain Paraillous*         |                  | DVD         | Canton supprimé           | Canton supprimé | Canton supprimé |
| Prayssas                 | Alain Merly               |                  | UDI         | Canton supprimé           | Canton supprimé | Canton supprimé |
| Puymirol                 | Marc Boueilh*             |                  | UMP         | Canton supprimé           | Canton supprimé | Canton supprimé |
| Sainte-Livrade-sur-Lot   | Claire Pasut              |                  | PS          | Canton supprimé           | Canton supprimé | Canton supprimé |
| Seyches                  | Pierre Camani             |                  | PS          | Canton supprimé           | Canton supprimé | Canton supprimé |
| Le Sud-Est Agenais       | Canton créé               | Canton créé      | Canton créé | Christine Bonfanti-Dossat |                 | UMP             |
| Le Sud-Est Agenais       | Canton créé               | Canton créé      | Canton créé | Rémi Constans             |                 | UDI             |
| Tonneins                 | Jean-Pierre Moga          |                  | DVD         | Italina Lalaurie          |                 | DVD             |
| Tonneins                 | Jean-Pierre Moga          | Jean-Pierre Moga | DVD         |                           | DVD             |                 |
| Tournon-d'Agenais        | Daniel Borie              |                  | PS          | Canton supprimé           | Canton supprimé | Canton supprimé |
| Le Val du Dropt          | Canton créé               | Canton créé      | Canton créé | Pierre Costes             |                 | PRG             |
| Le Val du Dropt          | Canton créé               | Canton créé      | Canton créé | Daniele Dhelias           |                 | DVG             |
| Villeneuve-sur-Lot-Nord  | Alain Soubiran            |                  | PS          | Canton supprimé           | Canton supprimé | Canton supprimé |
| Villeneuve-sur-Lot-Sud   | Patrick Cassany           |                  | PS          | Canton supprimé           | Canton supprimé | Canton supprimé |
| Villeneuve-sur-Lot-1     | Canton créé               | Canton créé      | Canton créé | Guillaume Lepers          |                 | UMP             |
| Villeneuve-sur-Lot-1     | Canton créé               | Canton créé      | Canton créé | Patricia Suppi            |                 | UDI             |
| Villeneuve-sur-Lot-2     | Canton créé               | Canton créé      | Canton créé | Patrick Cassany           |                 | PS              |
| Villeneuve-sur-Lot-2     | Canton créé               | Canton créé      | Canton créé | Catherine Joffroy         |                 | PS              |
| Villeréal                | Jean-Marc Chemin*         |                  | SE          | Canton supprimé           | Canton supprimé | Canton supprimé |

## Résultats par canton

### Canton d'Agen-1
| Candidats            | Candidats         | Partis      | Partis      | Premier tour | Premier tour | Second tour | Second tour |
| Candidats            | Candidats         | Partis      | Partis      | Voix         | %            | Voix        | %           |
| -------------------- | ----------------- | ----------- | ----------- | ------------ | ------------ | ----------- | ----------- |
| 1                    | Nathalie Bricard  |             | SE          | 1 788        | 28,30        | 3 379       | 59,00       |
| 1                    | Christian Delbrel |             | SE          | 1 788        | 28,30        | 3 379       | 59,00       |
| 2                    | Hélène Collet     |             | FN          | 1 358        | 21,50        |             |             |
| 2                    | Jean-Marc Ramel   |             | FN          | 1 358        | 21,50        |             |             |
| 3                    | Karima Djemaï     |             | PCF         | 341          | 5,40         |             |             |
| 3                    | Thomas Portes     |             | PCF         | 341          | 5,40         |             |             |
| 4                    | Bruno Dubos       |             | MoDem       | 1 571        | 24,87        | 2 348       | 41,00       |
| 4                    | Laurence Maïoroff |             | UMP         | 1 571        | 24,87        | 2 348       | 41,00       |
| 5                    | Patrick Buisson   |             | PS          | 1 259        | 19,93        |             |             |
| 5                    | Catherine Pitous* |             | PS          | 1 259        | 19,93        |             |             |
|                      |                   |             |             |              |              |             |             |
| Inscrits             | Inscrits          | Inscrits    | Inscrits    | 11 440       | 100,00       | 11 439      | 100,00      |
| Abstentions          | Abstentions       | Abstentions | Abstentions | 4 893        | 42,77        | 4 974       | 43,48       |
| Votants              | Votants           | Votants     | Votants     | 6 547        | 57,23        | 6 465       | 56,52       |
| Blancs               | Blancs            | Blancs      | Blancs      | 149          | 2,28         | 456         | 7,05        |
| Nuls                 | Nuls              | Nuls        | Nuls        | 81           | 1,24         | 282         | 4,36        |
| Exprimés             | Exprimés          | Exprimés    | Exprimés    | 6 317        | 96,49        | 5 727       | 88,58       |
| * conseiller sortant |                   |             |             |              |              |             |             |

### Canton d'Agen-2
| Candidats            | Candidats          | Partis      | Partis      | Premier tour | Premier tour | Second tour | Second tour |
| Candidats            | Candidats          | Partis      | Partis      | Voix         | %            | Voix        | %           |
| -------------------- | ------------------ | ----------- | ----------- | ------------ | ------------ | ----------- | ----------- |
| 1                    | Bertrand Girardi   |             | UMP         | 1 088        | 20,57        |             |             |
| 1                    | Carole Simoniti    |             | UDI         | 1 088        | 20,57        |             |             |
| 2                    | Annie Labadie      |             | PCF         | 366          | 6,92         |             |             |
| 2                    | Marcel Vindis      |             | PCF         | 366          | 6,92         |             |             |
| 3                    | Christophe Belin   |             | FN          | 1 530        | 28,93        | 1 855       | 35,98       |
| 3                    | Agnès Delmon       |             | FN          | 1 530        | 28,93        | 1 855       | 35,98       |
| 4                    | Christian Dézalos* |             | PS          | 2 304        | 43,57        | 3 301       | 64,02       |
| 4                    | Laurence Lamy      |             | DVG         | 2 304        | 43,57        | 3 301       | 64,02       |
|                      |                    |             |             |              |              |             |             |
| Inscrits             | Inscrits           | Inscrits    | Inscrits    | 10 035       | 100,00       | 10 032      | 100,00      |
| Abstentions          | Abstentions        | Abstentions | Abstentions | 4 466        | 44,50        | 4 343       | 43,43       |
| Votants              | Votants            | Votants     | Votants     | 5 569        | 55,50        | 5 675       | 56,57       |
| Blancs               | Blancs             | Blancs      | Blancs      | 167          | 3            | 342         | 6,03        |
| Nuls                 | Nuls               | Nuls        | Nuls        | 114          | 2,05         | 177         | 3,12        |
| Exprimés             | Exprimés           | Exprimés    | Exprimés    | 5 288        | 94,95        | 5 156       | 90,85       |
| * conseiller sortant |                    |             |             |              |              |             |             |

### Canton d'Agen-3
| Candidats            | Candidats             | Partis      | Partis      | Premier tour | Premier tour | Second tour | Second tour |
| Candidats            | Candidats             | Partis      | Partis      | Voix         | %            | Voix        | %           |
| -------------------- | --------------------- | ----------- | ----------- | ------------ | ------------ | ----------- | ----------- |
| 1                    | Jean-Claude Dissès    |             | PCF         | 370          | 8,92         |             |             |
| 1                    | Alexia Estay          |             | PCF         | 370          | 8,92         |             |             |
| 2                    | Maïté Alonso          |             | PS          | 1 064        | 25,66        |             |             |
| 2                    | Jean-Sébastien Millot |             | DVG         | 1 064        | 25,66        |             |             |
| 3                    | Pierre Chollet*       |             | UDI         | 1 629        | 39,29        | 2 699       | 69,83       |
| 3                    | Baya Kherkhach        |             | DVD         | 1 629        | 39,29        | 2 699       | 69,83       |
| 4                    | Christiane Gabriélé   |             | FN          | 1 083        | 26,12        | 1 166       | 30,17       |
| 4                    | Richard Sanchis       |             | FN          | 1 083        | 26,12        | 1 166       | 30,17       |
|                      |                       |             |             |              |              |             |             |
| Inscrits             | Inscrits              | Inscrits    | Inscrits    | 8 574        | 100,00       | 8 573       | 100,00      |
| Abstentions          | Abstentions           | Abstentions | Abstentions | 4 243        | 49,48        | 4 204       | 49,04       |
| Votants              | Votants               | Votants     | Votants     | 4 332        | 50,52        | 4 369       | 50,96       |
| Blancs               | Blancs                | Blancs      | Blancs      | 115          | 2,65         | 346         | 7,92        |
| Nuls                 | Nuls                  | Nuls        | Nuls        | 71           | 1,64         | 158         | 3,62        |
| Exprimés             | Exprimés              | Exprimés    | Exprimés    | 4 146        | 95,71        | 3 865       | 88,46       |
| * conseiller sortant |                       |             |             |              |              |             |             |

### Canton d'Agen-4
| Candidats            | Candidats                 | Partis      | Partis      | Premier tour | Premier tour | Second tour | Second tour |
| Candidats            | Candidats                 | Partis      | Partis      | Voix         | %            | Voix        | %           |
| -------------------- | ------------------------- | ----------- | ----------- | ------------ | ------------ | ----------- | ----------- |
| 1                    | Brigitte Barailles        |             | PRG         | 1 980        | 33,49        | 2 579       | 46,64       |
| 1                    | Jean-Louis Matéos*        |             | PS          | 1 980        | 33,49        | 2 579       | 46,64       |
| 2                    | Sandra Chartier           |             | FN          | 1 478        | 25,00        |             |             |
| 2                    | Sébastien Delbosq         |             | FN          | 1 478        | 25,00        |             |             |
| 3                    | Yan Baudoux               |             | DVD         | 701          | 11,86        |             |             |
| 3                    | Corinne Griffond          |             | DVD         | 701          | 11,86        |             |             |
| 4                    | Christophe Bocquet        |             | UMP         | 1 753        | 29,65        | 2 950       | 53,36       |
| 4                    | Clémence Brandolin-Robert |             | UMP         | 1 753        | 29,65        | 2 950       | 53,36       |
|                      |                           |             |             |              |              |             |             |
| Inscrits             | Inscrits                  | Inscrits    | Inscrits    | 12 165       | 100,00       | 12 161      | 100,00      |
| Abstentions          | Abstentions               | Abstentions | Abstentions | 5 962        | 49,01        | 5 939       | 48,84       |
| Votants              | Votants                   | Votants     | Votants     | 6 203        | 50,99        | 6 222       | 51,16       |
| Blancs               | Blancs                    | Blancs      | Blancs      | 186          | 3,00         | 390         | 6,27        |
| Nuls                 | Nuls                      | Nuls        | Nuls        | 105          | 1,69         | 303         | 4,87        |
| Exprimés             | Exprimés                  | Exprimés    | Exprimés    | 5 912        | 95,31        | 5 529       | 88,86       |
| * conseiller sortant |                           |             |             |              |              |             |             |

### Canton de l'Albret
| Candidats            | Candidats          | Partis      | Partis      | Premier tour | Premier tour | Second tour | Second tour |
| Candidats            | Candidats          | Partis      | Partis      | Voix         | %            | Voix        | %           |
| -------------------- | ------------------ | ----------- | ----------- | ------------ | ------------ | ----------- | ----------- |
| 1                    | Manuel Duarte      |             | FN          | 1 785        | 23,82        | 1 678       | 21,61       |
| 1                    | Christiane Rouch   |             | FN          | 1 785        | 23,82        | 1 678       | 21,61       |
| 2                    | Nicolas Lacombe*   |             | PS          | 2 736        | 36,5         | 3 609       | 46,48       |
| 2                    | Marylène Paillares |             | DVG         | 2 736        | 36,5         | 3 609       | 46,48       |
| 3                    | Nicolas Choisnel   |             | DVD         | 2 119        | 28,27        | 2 477       | 31,9        |
| 3                    | Sophie Hoste       |             | DVD         | 2 119        | 28,27        | 2 477       | 31,9        |
| 4                    | Élisabeth Chini    |             | PCF         | 855          | 11,41        |             |             |
| 4                    | Patrice Dufau      |             | PCF         | 855          | 11,41        |             |             |
|                      |                    |             |             |              |              |             |             |
| Inscrits             | Inscrits           | Inscrits    | Inscrits    | 12 869       | 100,00       | 12 868      | 100,00      |
| Abstentions          | Abstentions        | Abstentions | Abstentions | 5 056        | 39,29        | 4 809       | 37,37       |
| Votants              | Votants            | Votants     | Votants     | 7 813        | 60,71        | 8 059       | 62,63       |
| Blancs               | Blancs             | Blancs      | Blancs      | 207          | 2,65         | 188         | 2,33        |
| Nuls                 | Nuls               | Nuls        | Nuls        | 111          | 1,42         | 107         | 1,33        |
| Exprimés             | Exprimés           | Exprimés    | Exprimés    | 7 495        | 95,93        | 7 764       | 96,34       |
| * conseiller sortant |                    |             |             |              |              |             |             |

### Canton du Confluent
| Candidats   | Candidats             | Partis      | Partis      | Premier tour | Premier tour | Second tour | Second tour |
| Candidats   | Candidats             | Partis      | Partis      | Voix         | %            | Voix        | %           |
| ----------- | --------------------- | ----------- | ----------- | ------------ | ------------ | ----------- | ----------- |
| 1           | Sylvio Guingan        |             | PCF         | 589          | 10,00        |             |             |
| 1           | Annick Minnaert       |             | EÉLV        | 589          | 10,00        |             |             |
| 2           | Laurence Ducos        |             | DVD         | 1 740        | 29,54        | 3 436       | 63,38       |
| 2           | Alain Merly           |             | UDI         | 1 740        | 29,54        | 3 436       | 63,38       |
| 3           | Évelyne Gatounes      |             | DVG         | 1 224        | 20,78        |             |             |
| 3           | Jean-François Sauvaud |             | PS          | 1 224        | 20,78        |             |             |
| 4           | Camille Laubie        |             | FN          | 1 537        | 26,09        | 1 985       | 36,62       |
| 4           | Jean-Michel Million   |             | FN          | 1 537        | 26,09        | 1 985       | 36,62       |
| 5           | Christian Girardi     |             | UMP         | 801          | 13,60        |             |             |
| 5           | Évelyne Rossi         |             | DVD         | 801          | 13,60        |             |             |
|             |                       |             |             |              |              |             |             |
| Inscrits    | Inscrits              | Inscrits    | Inscrits    | 10 183       | 100,00       | 10 183      | 100,00      |
| Abstentions | Abstentions           | Abstentions | Abstentions | 4 045        | 39,72        | 4 025       | 39,53       |
| Votants     | Votants               | Votants     | Votants     | 6 138        | 60,28        | 6 158       | 60,47       |
| Blancs      | Blancs                | Blancs      | Blancs      | 170          | 2,77         | 471         | 7,65        |
| Nuls        | Nuls                  | Nuls        | Nuls        | 77           | 1,25         | 266         | 4,32        |
| Exprimés    | Exprimés              | Exprimés    | Exprimés    | 5 891        | 95,98        | 5 421       | 88,03       |

### Canton des Coteaux de Guyenne
| Candidats            | Candidats              | Partis      | Partis      | Premier tour | Premier tour | Second tour | Second tour |
| Candidats            | Candidats              | Partis      | Partis      | Voix         | %            | Voix        | %           |
| -------------------- | ---------------------- | ----------- | ----------- | ------------ | ------------ | ----------- | ----------- |
| 1                    | Pierre Camani*         |             | PS          | 2 488        | 43,58        | 2 676       | 44,47       |
| 1                    | Caroline Haure-Trochon |             | DVG         | 2 488        | 43,58        | 2 676       | 44,47       |
| 2                    | Michel Couzigou        |             | UMP         | 1 922        | 33,67        | 2 144       | 35,63       |
| 2                    | Bernadette Dreux*      |             | UMP         | 1 922        | 33,67        | 2 144       | 35,63       |
| 3                    | Paulette Pepin         |             | FN          | 1 299        | 22,75        | 1 197       | 19,89       |
| 3                    | Jean-Guy Serpette      |             | FN          | 1 299        | 22,75        | 1 197       | 19,89       |
|                      |                        |             |             |              |              |             |             |
| Inscrits             | Inscrits               | Inscrits    | Inscrits    | 9 355        | 100,00       | 9 355       | 100,00      |
| Abstentions          | Abstentions            | Abstentions | Abstentions | 3 385        | 36,18        | 3 167       | 33,85       |
| Votants              | Votants                | Votants     | Votants     | 5 970        | 63,82        | 6 188       | 66,15       |
| Blancs               | Blancs                 | Blancs      | Blancs      | 167          | 2,8          | 116         | 1,87        |
| Nuls                 | Nuls                   | Nuls        | Nuls        | 94           | 1,57         | 55          | 0,89        |
| Exprimés             | Exprimés               | Exprimés    | Exprimés    | 5 709        | 95,63        | 6 017       | 97,24       |
| * conseiller sortant |                        |             |             |              |              |             |             |

### Canton des Forêts de Gascogne
| Candidats            | Candidats             | Partis      | Partis      | Premier tour | Premier tour | Second tour | Second tour |
| Candidats            | Candidats             | Partis      | Partis      | Voix         | %            | Voix        | %           |
| -------------------- | --------------------- | ----------- | ----------- | ------------ | ------------ | ----------- | ----------- |
| 1                    | Raymond Girardi*      |             | PCF         | 2 687        | 38,22        | 3 165       | 42,2        |
| 1                    | Hélène Laulan         |             | FG          | 2 687        | 38,22        | 3 165       | 42,2        |
| 2                    | Jean-Baptiste Boldini |             | DVD         | 2 422        | 34,45        | 2 936       | 39,15       |
| 2                    | Monique Combes        |             | DVD         | 2 422        | 34,45        | 2 936       | 39,15       |
| 3                    | François Gibert       |             | DVG         | 374          | 5,32         |             |             |
| 3                    | Karine Laforge        |             | EÉLV        | 374          | 5,32         |             |             |
| 4                    | Danièle Chatelet      |             | FN          | 1 548        | 22,02        | 1 399       | 18,65       |
| 4                    | Daniel Tessier        |             | FN          | 1 548        | 22,02        | 1 399       | 18,65       |
|                      |                       |             |             |              |              |             |             |
| Inscrits             | Inscrits              | Inscrits    | Inscrits    | 11 932       | 100,00       | 11 928      | 100,00      |
| Abstentions          | Abstentions           | Abstentions | Abstentions | 4 564        | 38,25        | 4 155       | 34,83       |
| Votants              | Votants               | Votants     | Votants     | 7 368        | 61,75        | 7 773       | 65,17       |
| Blancs               | Blancs                | Blancs      | Blancs      | 199          | 2,7          | 178         | 2,29        |
| Nuls                 | Nuls                  | Nuls        | Nuls        | 138          | 1,87         | 95          | 1,22        |
| Exprimés             | Exprimés              | Exprimés    | Exprimés    | 7 031        | 95,43        | 7 500       | 96,49       |
| * conseiller sortant |                       |             |             |              |              |             |             |

### Canton du Fumélois
| Candidats            | Candidats              | Partis      | Partis      | Premier tour | Premier tour | Second tour | Second tour |
| Candidats            | Candidats              | Partis      | Partis      | Voix         | %            | Voix        | %           |
| -------------------- | ---------------------- | ----------- | ----------- | ------------ | ------------ | ----------- | ----------- |
| 1                    | José Gonzalez          |             | FG          | 901          | 11,34        |             |             |
| 1                    | Aude Narice-Yan        |             | PCF         | 901          | 11,34        |             |             |
| 2                    | Jean-Jacques Brouillet |             | DVD         | 2 537        | 31,94        | 3 823       | 48,41       |
| 2                    | Nathalie Dalché        |             | DVD         | 2 537        | 31,94        | 3 823       | 48,41       |
| 3                    | Jean-Luc Frayssinoux   |             | FN          | 1 744        | 21,96        |             |             |
| 3                    | Nadine Pinzano         |             | FN          | 1 744        | 21,96        |             |             |
| 4                    | Daniel Borie*          |             | PS          | 2 760        | 34,75        | 4 074       | 51,59       |
| 4                    | Sophie Gargowitsch     |             | DVG         | 2 760        | 34,75        | 4 074       | 51,59       |
|                      |                        |             |             |              |              |             |             |
| Inscrits             | Inscrits               | Inscrits    | Inscrits    | 13 958       | 100,00       | 13 958      | 100,00      |
| Abstentions          | Abstentions            | Abstentions | Abstentions | 5 600        | 40,12        | 5 209       | 37,32       |
| Votants              | Votants                | Votants     | Votants     | 8 358        | 59,88        | 8 749       | 62,68       |
| Blancs               | Blancs                 | Blancs      | Blancs      | 274          | 3,28         | 509         | 5,82        |
| Nuls                 | Nuls                   | Nuls        | Nuls        | 142          | 1,7          | 343         | 3,92        |
| Exprimés             | Exprimés               | Exprimés    | Exprimés    | 7 942        | 95,02        | 7 897       | 90,26       |
| * conseiller sortant |                        |             |             |              |              |             |             |

### Canton du Haut Agenais Périgord
| Candidats            | Candidats                | Partis      | Partis      | Premier tour | Premier tour | Second tour | Second tour |
| Candidats            | Candidats                | Partis      | Partis      | Voix         | %            | Voix        | %           |
| -------------------- | ------------------------ | ----------- | ----------- | ------------ | ------------ | ----------- | ----------- |
| 1                    | Marcel Calmette*         |             | PS          | 2 571        | 42,29        | 2 870       | 44,15       |
| 1                    | Christine Gonzato-Roques |             | PCF         | 2 571        | 42,29        | 2 870       | 44,15       |
| 2                    | Pierrette Goudal         |             | FN          | 1 508        | 24,81        | 1 354       | 20,83       |
| 2                    | Gilles Meillier          |             | FN          | 1 508        | 24,81        | 1 354       | 20,83       |
| 3                    | David Jimenez            |             | DVD         | 2 000        | 32,90        | 2 277       | 35,03       |
| 3                    | Carole Roire             |             | DVD         | 2 000        | 32,90        | 2 277       | 35,03       |
|                      |                          |             |             |              |              |             |             |
| Inscrits             | Inscrits                 | Inscrits    | Inscrits    | 10 087       | 100,00       | 10 088      | 100,00      |
| Abstentions          | Abstentions              | Abstentions | Abstentions | 3 689        | 36,57        | 3 389       | 33,59       |
| Votants              | Votants                  | Votants     | Votants     | 6 398        | 63,43        | 6 699       | 66,41       |
| Blancs               | Blancs                   | Blancs      | Blancs      | 222          | 3,47         | 130         | 1,94        |
| Nuls                 | Nuls                     | Nuls        | Nuls        | 97           | 1,52         | 68          | 1,02        |
| Exprimés             | Exprimés                 | Exprimés    | Exprimés    | 6 079        | 95,01        | 6 501       | 97,04       |
| * conseiller sortant |                          |             |             |              |              |             |             |

### Canton de Lavardac
| Candidats            | Candidats             | Partis      | Partis      | Premier tour | Premier tour | Second tour | Second tour |
| Candidats            | Candidats             | Partis      | Partis      | Voix         | %            | Voix        | %           |
| -------------------- | --------------------- | ----------- | ----------- | ------------ | ------------ | ----------- | ----------- |
| 1                    | Michel Masset         |             | DVG         | 1 574        | 27,35        | 2 476       | 40,64       |
| 1                    | Valérie Tonin         |             | DVG         | 1 574        | 27,35        | 2 476       | 40,64       |
| 2                    | Charles d'Huyvetter   |             | SE          | 732          | 12,72        |             |             |
| 2                    | Nathalie Garoste      |             | SE          | 732          | 12,72        |             |             |
| 3                    | Michelle Darroman     |             | E!          | 452          | 7,85         |             |             |
| 3                    | Jacques Rivailler     |             | E!          | 452          | 7,85         |             |             |
| 4                    | Marie-Martine Guiraud |             | FN          | 1 472        | 25,57        | 1 507       | 24,73       |
| 4                    | Marc Lamperim         |             | FN          | 1 472        | 25,57        | 1 507       | 24,73       |
| 5                    | Michel de Lapeyrière* |             | UMP         | 1 526        | 26,51        | 2 110       | 34,63       |
| 5                    | Christine Lamarque    |             | DVD         | 1 526        | 26,51        | 2 110       | 34,63       |
|                      |                       |             |             |              |              |             |             |
| Inscrits             | Inscrits              | Inscrits    | Inscrits    | 9 909        | 100,00       | 9 907       | 100,00      |
| Abstentions          | Abstentions           | Abstentions | Abstentions | 3 893        | 39,29        | 3 507       | 35,4        |
| Votants              | Votants               | Votants     | Votants     | 6 016        | 60,71        | 6 400       | 64,6        |
| Blancs               | Blancs                | Blancs      | Blancs      | 177          | 2,94         | 205         | 3,2         |
| Nuls                 | Nuls                  | Nuls        | Nuls        | 83           | 1,38         | 102         | 1,59        |
| Exprimés             | Exprimés              | Exprimés    | Exprimés    | 5 756        | 95,68        | 6 093       | 95,2        |
| * conseiller sortant |                       |             |             |              |              |             |             |

### Canton du Livradais
| Candidats            | Candidats            | Partis      | Partis      | Premier tour | Premier tour | Second tour | Second tour |
| Candidats            | Candidats            | Partis      | Partis      | Voix         | %            | Voix        | %           |
| -------------------- | -------------------- | ----------- | ----------- | ------------ | ------------ | ----------- | ----------- |
| 1                    | Marie-Serge Béteille |             | DVD         | 2 051        | 33,97        | 2 617       | 38,87       |
| 1                    | Pierre-Jean Pudal    |             | UMP         | 2 051        | 33,97        | 2 617       | 38,87       |
| 2                    | Pierre Jeanneau      |             | PS          | 1 862        | 30,84        | 2 431       | 36,11       |
| 2                    | Claire Pasut*        |             | PS          | 1 862        | 30,84        | 2 431       | 36,11       |
| 3                    | Christelle Bourgain  |             | FN          | 1 759        | 29,14        | 1 685       | 25,03       |
| 3                    | Daniel Cadiot        |             | FN          | 1 759        | 29,14        | 1 685       | 25,03       |
| 4                    | Anne Colas           |             | PCF         | 365          | 6,05         |             |             |
| 4                    | Armand Titonel       |             | PCF         | 365          | 6,05         |             |             |
|                      |                      |             |             |              |              |             |             |
| Inscrits             | Inscrits             | Inscrits    | Inscrits    | 10 620       | 100,00       | 10 618      | 100,00      |
| Abstentions          | Abstentions          | Abstentions | Abstentions | 4 334        | 40,81        | 3 677       | 34,63       |
| Votants              | Votants              | Votants     | Votants     | 6 286        | 59,19        | 6 941       | 65,37       |
| Blancs               | Blancs               | Blancs      | Blancs      | 159          | 2,53         | 132         | 1,90        |
| Nuls                 | Nuls                 | Nuls        | Nuls        | 90           | 1,43         | 76          | 1,09        |
| Exprimés             | Exprimés             | Exprimés    | Exprimés    | 6 037        | 96,04        | 6 733       | 97,00       |
| * conseiller sortant |                      |             |             |              |              |             |             |

### Canton de Marmande-1
| Candidats            | Candidats         | Partis      | Partis      | Premier tour | Premier tour | Second tour | Second tour |
| Candidats            | Candidats         | Partis      | Partis      | Voix         | %            | Voix        | %           |
| -------------------- | ----------------- | ----------- | ----------- | ------------ | ------------ | ----------- | ----------- |
| 1                    | Gilles Lagaüzère  |             | DVD         | 2 243        | 32,28        | 2 841       | 37,57       |
| 1                    | Laurence Valay    |             | DVD         | 2 243        | 32,28        | 2 841       | 37,57       |
| 2                    | Michel Ceruti     |             | PCF         | 619          | 8,91         |             |             |
| 2                    | Isabelle Marchand |             | PCF         | 619          | 8,91         |             |             |
| 3                    | Joël Hocquelet*   |             | PS          | 2 210        | 31,8         | 2 883       | 38,12       |
| 3                    | Émilie Maillou    |             | DVG         | 2 210        | 31,8         | 2 883       | 38,12       |
| 4                    | Cédric Da Ros     |             | FN          | 1 877        | 27,01        | 1 838       | 24,31       |
| 4                    | Viviane Meyer     |             | FN          | 1 877        | 27,01        | 1 838       | 24,31       |
|                      |                   |             |             |              |              |             |             |
| Inscrits             | Inscrits          | Inscrits    | Inscrits    | 13 289       | 100,00       | 13 287      | 100,00      |
| Abstentions          | Abstentions       | Abstentions | Abstentions | 5 964        | 44,88        | 5 403       | 40,66       |
| Votants              | Votants           | Votants     | Votants     | 7 325        | 55,12        | 7 884       | 59,34       |
| Blancs               | Blancs            | Blancs      | Blancs      | 237          | 3,24         | 194         | 2,46        |
| Nuls                 | Nuls              | Nuls        | Nuls        | 139          | 1,9          | 128         | 1,62        |
| Exprimés             | Exprimés          | Exprimés    | Exprimés    | 6 949        | 94,87        | 7 562       | 95,92       |
| * conseiller sortant |                   |             |             |              |              |             |             |

### Canton de Marmande-2
| Candidats            | Candidats         | Partis      | Partis      | Premier tour | Premier tour | Second tour | Second tour |
| Candidats            | Candidats         | Partis      | Partis      | Voix         | %            | Voix        | %           |
| -------------------- | ----------------- | ----------- | ----------- | ------------ | ------------ | ----------- | ----------- |
| 1                    | Coco Badie        |             | DVG         | 269          | 3,93         |             |             |
| 1                    | Magali Castanier  |             | DVG         | 269          | 3,93         |             |             |
| 2                    | Valérie Emery     |             | FN          | 1 974        | 28,84        | 1 922       | 25,94       |
| 2                    | Laurent Gay       |             | FN          | 1 974        | 28,84        | 1 922       | 25,94       |
| 3                    | Gilles Lucmarie   |             | PCF         | 298          | 4,35         |             |             |
| 3                    | Angeline Soidri   |             | DVG         | 298          | 4,35         |             |             |
| 4                    | Jacques Bilirit*  |             | PS          | 2 299        | 33,59        | 2 896       | 39,08       |
| 4                    | Sophie Borderie   |             | PS          | 2 299        | 33,59        | 2 896       | 39,08       |
| 5                    | Martine Calzavara |             | UMP         | 2 005        | 29,29        | 2 592       | 34,98       |
| 5                    | Thierry Constans  |             | UDI         | 2 005        | 29,29        | 2 592       | 34,98       |
|                      |                   |             |             |              |              |             |             |
| Inscrits             | Inscrits          | Inscrits    | Inscrits    | 12 775       | 100,00       | 12 865      | 100,00      |
| Abstentions          | Abstentions       | Abstentions | Abstentions | 5 587        | 43,73        | 5 139       | 39,95       |
| Votants              | Votants           | Votants     | Votants     | 7 188        | 56,27        | 7 726       | 60,05       |
| Blancs               | Blancs            | Blancs      | Blancs      | 199          | 2,77         | 206         | 2,67        |
| Nuls                 | Nuls              | Nuls        | Nuls        | 144          | 2            | 110         | 1,42        |
| Exprimés             | Exprimés          | Exprimés    | Exprimés    | 6 845        | 95,23        | 7 410       | 95,91       |
| * conseiller sortant |                   |             |             |              |              |             |             |

### Canton de l'Ouest agenais
| Candidats            | Candidats                 | Partis      | Partis      | Premier tour | Premier tour | Second tour | Second tour |
| Candidats            | Candidats                 | Partis      | Partis      | Voix         | %            | Voix        | %           |
| -------------------- | ------------------------- | ----------- | ----------- | ------------ | ------------ | ----------- | ----------- |
| 1                    | Daniel Barbiero           |             | FG          | 742          | 10,17        |             |             |
| 1                    | Maryse Combres            |             | EÉLV        | 742          | 10,17        |             |             |
| 2                    | Lucile Amalric            |             | FN          | 1 996        | 27,35        | 3 076       | 44,55       |
| 2                    | Henri Brunet              |             | FN          | 1 996        | 27,35        | 3 076       | 44,55       |
| 3                    | Jean Marc Gilly           |             | DVD         | 1 478        | 20,25        |             |             |
| 3                    | Isabelle Villaret-Scotton |             | DVD         | 1 478        | 20,25        |             |             |
| 4                    | Jean Dreuil*              |             | DVG         | 1 696        | 23,24        | 3 828       | 55,45       |
| 4                    | Françoise Laurent         |             | PS          | 1 696        | 23,24        | 3 828       | 55,45       |
| 5                    | Pascal de Sermet          |             | UMP         | 1 385        | 18,98        |             |             |
| 5                    | Céline Salinaires         |             | UDI         | 1 385        | 18,98        |             |             |
|                      |                           |             |             |              |              |             |             |
| Inscrits             | Inscrits                  | Inscrits    | Inscrits    | 12 691       | 100,00       | 12 690      | 100,00      |
| Abstentions          | Abstentions               | Abstentions | Abstentions | 5 065        | 39,91        | 4 971       | 39,17       |
| Votants              | Votants                   | Votants     | Votants     | 7 626        | 60,09        | 7 719       | 60,83       |
| Blancs               | Blancs                    | Blancs      | Blancs      | 236          | 3,09         | 579         | 7,5         |
| Nuls                 | Nuls                      | Nuls        | Nuls        | 93           | 1,22         | 236         | 3,06        |
| Exprimés             | Exprimés                  | Exprimés    | Exprimés    | 7 297        | 95,69        | 6 904       | 89,44       |
| * conseiller sortant |                           |             |             |              |              |             |             |

### Canton du Pays de Serres
| Candidats   | Candidats           | Partis      | Partis      | Premier tour | Premier tour | Second tour | Second tour |
| Candidats   | Candidats           | Partis      | Partis      | Voix         | %            | Voix        | %           |
| ----------- | ------------------- | ----------- | ----------- | ------------ | ------------ | ----------- | ----------- |
| 1           | Yann Bihouée        |             | UMP         | 1 687        | 29,72        | 2 165       | 34,81       |
| 1           | Anne Lapierre       |             | DVD         | 1 687        | 29,72        | 2 165       | 34,81       |
| 2           | Bernard Barral      |             | PS          | 1 555        | 27,39        | 2 275       | 36,58       |
| 2           | Marie-France Salles |             | DVG         | 1 555        | 27,39        | 2 275       | 36,58       |
| 3           | Yves Boissière      |             | FG          | 693          | 12,21        |             |             |
| 3           | Michèle Chatrain    |             | EÉLV        | 693          | 12,21        |             |             |
| 4           | Annick Cousin       |             | FN          | 1 742        | 30,69        | 1 779       | 28,61       |
| 4           | Jérôme Gonzato      |             | FN          | 1 742        | 30,69        | 1 779       | 28,61       |
|             |                     |             |             |              |              |             |             |
| Inscrits    | Inscrits            | Inscrits    | Inscrits    | 9 806        | 100,00       | 9 806       | 100,00      |
| Abstentions | Abstentions         | Abstentions | Abstentions | 3 822        | 38,98        | 3 314       | 33,8        |
| Votants     | Votants             | Votants     | Votants     | 5 984        | 61,02        | 6 492       | 66,2        |
| Blancs      | Blancs              | Blancs      | Blancs      | 194          | 3,24         | 175         | 2,7         |
| Nuls        | Nuls                | Nuls        | Nuls        | 113          | 1,89         | 98          | 1,51        |
| Exprimés    | Exprimés            | Exprimés    | Exprimés    | 5 677        | 94,87        | 6 219       | 95,79       |

### Canton du Sud-Est agenais
| Candidats   | Candidats                 | Partis      | Partis      | Premier tour | Premier tour | Second tour | Second tour |
| Candidats   | Candidats                 | Partis      | Partis      | Voix         | %            | Voix        | %           |
| ----------- | ------------------------- | ----------- | ----------- | ------------ | ------------ | ----------- | ----------- |
| 1           | Patrick Collet            |             | FN          | 2 283        | 32,30        | 2 256       | 29,22       |
| 1           | Catherine Lesné           |             | FN          | 2 283        | 32,30        | 2 256       | 29,22       |
| 2           | Christine Bonfanti-Dossat |             | UMP         | 2 551        | 36,09        | 2 983       | 38,64       |
| 2           | Rémi Constans             |             | UDI         | 2 551        | 36,09        | 2 983       | 38,64       |
| 3           | Marie-Pierre Monestes     |             | DVG         | 2 235        | 31,62        | 2 481       | 32,14       |
| 3           | Patrice Moussaron         |             | DVG         | 2 235        | 31,62        | 2 481       | 32,14       |
|             |                           |             |             |              |              |             |             |
| Inscrits    | Inscrits                  | Inscrits    | Inscrits    | 12 936       | 100,00       | 12 936      | 100,00      |
| Abstentions | Abstentions               | Abstentions | Abstentions | 5 368        | 41,5         | 4 878       | 37,71       |
| Votants     | Votants                   | Votants     | Votants     | 7 568        | 58,5         | 8 058       | 62,29       |
| Blancs      | Blancs                    | Blancs      | Blancs      | 324          | 4,28         | 219         | 2,72        |
| Nuls        | Nuls                      | Nuls        | Nuls        | 175          | 2,31         | 119         | 1,48        |
| Exprimés    | Exprimés                  | Exprimés    | Exprimés    | 7 069        | 93,41        | 7 720       | 95,81       |

### Canton de Tonneins
| Candidats   | Candidats               | Partis      | Partis      | Premier tour | Premier tour | Second tour | Second tour |
| Candidats   | Candidats               | Partis      | Partis      | Voix         | %            | Voix        | %           |
| ----------- | ----------------------- | ----------- | ----------- | ------------ | ------------ | ----------- | ----------- |
| 1           | Italina Lalaurie        |             | DVD         | 2 394        | 36,08        | 2 911       | 40,1        |
| 1           | Jean-Pierre Moga        |             | DVD         | 2 394        | 36,08        | 2 911       | 40,1        |
| 2           | Chantal Messines        |             | FG          | 406          | 6,12         |             |             |
| 2           | Jean Claude Quincampoix |             | FG          | 406          | 6,12         |             |             |
| 3           | Maryse Aubert           |             | FN          | 2 206        | 33,24        | 2 293       | 31,59       |
| 3           | Alain Rives             |             | FN          | 2 206        | 33,24        | 2 293       | 31,59       |
| 4           | Claire Marot            |             | PS          | 1 630        | 24,56        | 2 055       | 28,31       |
| 4           | Francis Pinasseau       |             | DVG         | 1 630        | 24,56        | 2 055       | 28,31       |
|             |                         |             |             |              |              |             |             |
| Inscrits    | Inscrits                | Inscrits    | Inscrits    | 12 640       | 100,00       | 12 632      | 100,00      |
| Abstentions | Abstentions             | Abstentions | Abstentions | 5 651        | 44,71        | 5 073       | 40,16       |
| Votants     | Votants                 | Votants     | Votants     | 6 989        | 55,29        | 7 559       | 59,84       |
| Blancs      | Blancs                  | Blancs      | Blancs      | 219          | 3,13         | 188         | 2,49        |
| Nuls        | Nuls                    | Nuls        | Nuls        | 134          | 1,92         | 112         | 1,48        |
| Exprimés    | Exprimés                | Exprimés    | Exprimés    | 6 636        | 94,95        | 7 259       | 96,03       |

### Canton du Val du Dropt
| Candidats            | Candidats                   | Partis      | Partis      | Premier tour | Premier tour | Second tour | Second tour |
| Candidats            | Candidats                   | Partis      | Partis      | Voix         | %            | Voix        | %           |
| -------------------- | --------------------------- | ----------- | ----------- | ------------ | ------------ | ----------- | ----------- |
| 1                    | Benoît Blanchard            |             | FN          | 1 449        | 26,47        | 1 302       | 22,48       |
| 1                    | Odile Lise                  |             | FN          | 1 449        | 26,47        | 1 302       | 22,48       |
| 2                    | Martine Rizzetto            |             | DVD         | 1 668        | 30,47        | 2 030       | 35,04       |
| 2                    | Pierre Sicaud               |             | UMP         | 1 668        | 30,47        | 2 030       | 35,04       |
| 3                    | Jean-François Bacogne       |             | FG          | 259          | 4,73         |             |             |
| 3                    | Christine Pospichek-Prigent |             | FG          | 259          | 4,73         |             |             |
| 4                    | Pierre Costes*              |             | PRG         | 2 099        | 38,34        | 2 461       | 42,48       |
| 4                    | Daniele Dhelias             |             | DVG         | 2 099        | 38,34        | 2 461       | 42,48       |
|                      |                             |             |             |              |              |             |             |
| Inscrits             | Inscrits                    | Inscrits    | Inscrits    | 9 353        | 100,00       | 9 347       | 100,00      |
| Abstentions          | Abstentions                 | Abstentions | Abstentions | 3 598        | 38,47        | 3 363       | 35,98       |
| Votants              | Votants                     | Votants     | Votants     | 5 755        | 61,53        | 5 984       | 64,02       |
| Blancs               | Blancs                      | Blancs      | Blancs      | 191          | 3,32         | 129         | 2,16        |
| Nuls                 | Nuls                        | Nuls        | Nuls        | 89           | 1,55         | 62          | 1,04        |
| Exprimés             | Exprimés                    | Exprimés    | Exprimés    | 5 475        | 95,13        | 5 793       | 96,81       |
| * conseiller sortant |                             |             |             |              |              |             |             |

### Canton de Villeneuve-sur-Lot-1
| Candidats            | Candidats                  | Partis      | Partis      | Premier tour | Premier tour | Second tour | Second tour |
| Candidats            | Candidats                  | Partis      | Partis      | Voix         | %            | Voix        | %           |
| -------------------- | -------------------------- | ----------- | ----------- | ------------ | ------------ | ----------- | ----------- |
| 1                    | Guillaume Lepers           |             | UMP         | 1 344        | 23,37        | 3 343       | 60,4        |
| 1                    | Patricia Suppi             |             | UDI         | 1 344        | 23,37        | 3 343       | 60,4        |
| 2                    | Isabelle Asnar             |             | DVG         | 766          | 13,32        |             |             |
| 2                    | Alain Soubiran*            |             | DVG         | 766          | 13,32        |             |             |
| 3                    | Marie-José Maruejouls      |             | EÉLV        | 209          | 3,63         |             |             |
| 3                    | Marc Tranchard             |             | EÉLV        | 209          | 3,63         |             |             |
| 4                    | Catherine Martin           |             | EXD         | 292          | 5,08         |             |             |
| 4                    | Patrick Maurial            |             | EXD         | 292          | 5,08         |             |             |
| 5                    | Ghislaine Claudel Dourneau |             | DVG         | 1 236        | 21,49        |             |             |
| 5                    | José Unanué                |             | PRG         | 1 236        | 21,49        |             |             |
| 6                    | Alain Brun                 |             | FN          | 1 693        | 29,44        | 2 192       | 39,6        |
| 6                    | Isabelle Laporte           |             | FN          | 1 693        | 29,44        | 2 192       | 39,6        |
| 7                    | David Cau                  |             | DVG         | 211          | 3,67         |             |             |
| 7                    | Françoise Lequime          |             | DVG         | 211          | 3,67         |             |             |
|                      |                            |             |             |              |              |             |             |
| Inscrits             | Inscrits                   | Inscrits    | Inscrits    | 11 829       | 100,00       | 11 829      | 100,00      |
| Abstentions          | Abstentions                | Abstentions | Abstentions | 5 765        | 48,74        | 5 431       | 45,91       |
| Votants              | Votants                    | Votants     | Votants     | 6 064        | 51,26        | 6 398       | 54,09       |
| Blancs               | Blancs                     | Blancs      | Blancs      | 196          | 3,23         | 564         | 8,82        |
| Nuls                 | Nuls                       | Nuls        | Nuls        | 117          | 1,93         | 299         | 4,67        |
| Exprimés             | Exprimés                   | Exprimés    | Exprimés    | 5 751        | 94,84        | 5 535       | 86,51       |
| * conseiller sortant |                            |             |             |              |              |             |             |

### Canton de Villeneuve-sur-Lot-2
| Candidats            | Candidats                 | Partis      | Partis      | Premier tour | Premier tour | Second tour | Second tour |
| Candidats            | Candidats                 | Partis      | Partis      | Voix         | %            | Voix        | %           |
| -------------------- | ------------------------- | ----------- | ----------- | ------------ | ------------ | ----------- | ----------- |
| 1                    | Émilie Falconnier         |             | EÉLV        | 301          | 4,58         |             |             |
| 1                    | Lionel Feuillas           |             | EÉLV        | 301          | 4,58         |             |             |
| 2                    | Étienne Bousquet-Cassagne |             | FN          | 2 350        | 35,76        | 3 142       | 45,8        |
| 2                    | Hélène Pain               |             | FN          | 2 350        | 35,76        | 3 142       | 45,8        |
| 3                    | Marthe Geoffroy           |             | DVD         | 1 175        | 17,88        |             |             |
| 3                    | Jean-Guy Tresserra        |             | UMP         | 1 175        | 17,88        |             |             |
| 4                    | Lionel Chilaud            |             | DVG         | 333          | 5,07         |             |             |
| 4                    | Marie-Hélène Loiseau      |             | FG          | 333          | 5,07         |             |             |
| 5                    | Patrick Cassany*          |             | PS          | 1 994        | 30,35        | 3 718       | 54,2        |
| 5                    | Catherine Joffroy         |             | PS          | 1 994        | 30,35        | 3 718       | 54,2        |
| 6                    | Geneviève Raphaël-Leygues |             | NC          | 418          | 6,36         |             |             |
| 6                    | Hervé Tassel              |             | NC          | 418          | 6,36         |             |             |
|                      |                           |             |             |              |              |             |             |
| Inscrits             | Inscrits                  | Inscrits    | Inscrits    | 12 984       | 100,00       | 12 984      | 100,00      |
| Abstentions          | Abstentions               | Abstentions | Abstentions | 6 060        | 46,67        | 5 409       | 41,66       |
| Votants              | Votants                   | Votants     | Votants     | 6 924        | 53,33        | 7 575       | 58,34       |
| Blancs               | Blancs                    | Blancs      | Blancs      | 214          | 3,09         | 459         | 6,06        |
| Nuls                 | Nuls                      | Nuls        | Nuls        | 139          | 2,01         | 256         | 3,38        |
| Exprimés             | Exprimés                  | Exprimés    | Exprimés    | 6 571        | 94,9         | 6 860       | 90,56       |
| * conseiller sortant |                           |             |             |              |              |             |             |